# Masafumi Yoshida
Masafumi Yoshida (japanisch 吉田 真史 Yoshida Masafumi; * 6. September 1985 in der Präfektur Hyōgo) ist ein japanischer Fußballspieler.

## Karriere
Yoshida erlernte das Fußballspielen in der Jugendmannschaft von Vissel Kobe. Seinen ersten Vertrag unterschrieb er 2004 bei den Vissel Kobe. Der Verein spielte in der höchsten Liga des Landes, der J1 League. Am Ende der Saison 2005 stieg der Verein in die J2 League ab. Danach spielte er bei den Banditonce Kakogawa.